# 穀田屋十三郎
穀田屋 十三郎（こくだや じゅうざぶろう、1720年 - 1777年）は、陸奥国今村（現：宮城県黒川郡大和町）の篤志家で商人。「穀田屋」は屋号で、本名は高平十三郎。

## 来歴
- 1720年 - 生まれ。
- 江戸時代中期の1770年代に、陸奥国仙台藩領の吉岡宿が、「但木氏」の領地内であり仙台藩自体の直轄領ではなかった為に、仙台藩から助成金が給付されず疲弊してゆくだけなのをみて、菅原屋篤平治と組んで、仙台藩に1000両という金を貸し付けるという当時としては奇想天外な挙に出た。黒川郡の大肝煎の千坂仲内[2]に相談を持ち掛けるなどして賛同を得た上、有志を募り、合わせて9名で足かけ8年にわたり、小銭を貯めた。その後、仙台藩に貸し付けることに成功した1773年頃から毎年その利子を受け取り、宿場のすべての人々に配分した[3]。
- 1777年 - 没する。墓碑は九品寺にある。

## 没後
穀田屋は「酒の穀田屋」として現在も吉岡で営業している。
- 2003年（平成15年） 穀田屋十三郎ら先人の功績に感謝する大和町の有志らが、後世に伝えようと九品寺（吉岡）に、国恩記顕彰碑を建立した。
- 2012年（平成24年） 歴史家・磯田道史によって「無私の日本人」という江戸時代を生きた3人の人物の評伝で、そのうちの1人として、当時の吉岡宿の様子を通して穀田屋十三郎が紹介された。
- 2016年5月14日公開の日本映画『殿、利息でござる!』として、中村義洋監督メガホンで「無私の日本人」を元に映画化された[4]。